# Dickinson Morris
Dickinson Morris – firma założona przez Johna Dickinsona w 1851 roku. W 1886 roku Joseph Morris dołączył do firmy jako praktykant, a w roku 1901 firma zmieniła nazwę na Dickinson & Morris. W marcu 1992 roku po pożarze firmy Samworth Brothers kupił nieruchomości i przeprowadził gruntowną restrukturyzację.
Obecnie firma Dickinson Morris jest jedną ze spółek korporacji Samworth Brothers notowanej na londyńskiej giełdzie papierów wartościowych.
Dickinson Morris zajmuje się produkcją ciast z mięsem oraz produkcją 20 odmian kiełbas.
Firma jest czołowym dostawcą produktów do brytyjskich sieci detalicznych Tesco, Waitrose, Marks & Spencer.